# Пелей (Софокл)
«Пелей» (др.-греч. Πηλεύς) — пьеса древнегреческого драматурга Софокла (V век до н. э.) на тему фессалийских мифов, текст которой утрачен за исключением нескольких коротких отрывков.
Главный герой пьесы — царь мирмидонян Пелей, отец Ахилла. Одряхлев после гибели сына, он был изгнан из своих владений сыновьями Акаста и нашёл убежище на острове Икос, где вскоре умер. Согласно поздней версии мифа, сын Ахилла Неоптолем случайно нашёл деда и вернул на царство.
Благодаря схолиям к комедии Аристофана «Всадники» известно, что «Пелей» был поставлен на сцене незадолго до 423 года до н. э. Аристотель в «Поэтике» отнёс эту трагедию к числу «этических» пьес: предположительно там много внимания было уделено раскрытию характера главного героя.
Трагедию под названием «Пелей» написал и Еврипид.